# Обервіль-ла-Кампань
Оберві́ль-ла-Кампа́нь (фр. Auberville-la-Campagne) — колишній муніципалітет у Франції, у регіоні Нормандія, департамент Приморська Сена. Населення — 629 осіб (2011).
Муніципалітет був розташований на відстані близько 150 км на північний захід від Парижа, 38 км на захід від Руана.

## Історія
До 2015 року муніципалітет перебував у складі регіону Верхня Нормандія. Від 1 січня 2016 року належав до нового об'єднаного регіону Нормандія.
1 січня 2016 року Обервіль-ла-Кампань, Нотр-Дам-де-Граваншон, Туффревіль-ла-Кабль i Трикервіль було об'єднано в новий муніципалітет Пор-Жером-сюр-Сен.

## Демографія
Динаміка населення (base Cassini de l'EHESS pour les nombres retenus jusqu'en 1962, base Insee à partir de 1968 (population sans doubles comptes puis population municipale à partir de 2006) ·  ):
Розподіл населення за віком та статтю (2006):
| Стать | Всього | До 15 років | 15-24 | 25-44 | 45-64 | 65-85 | Понад 85 |
| --- | ------ | ----------- | ----- | ----- | ----- | ----- | -------- |
| Чоловіки | 289    | 47          | 35    | 90    | 93    | 24    | 0        |
| Жінки | 310    | 70          | 31    | 95    | 90    | 24    | 0        |
| \| Статево-вікова піраміда \| Статево-вікова піраміда \| Статево-вікова піраміда \| \| ----------------------- \| ----------------------- \| ----------------------- \| \| Чоловіки \| Вік \| Жінки \| \| 0 \| 85 + \| 0 \| \| 4 \| 80-84 \| 8 \| \| 8 \| 75-79 \| 8 \| \| 0 \| 70-74 \| 8 \| \| 12 \| 65-69 \| 0 \| \| 8 \| 60-64 \| 16 \| \| 27 \| 55-59 \| 23 \| \| 31 \| 50-54 \| 35 \| \| 27 \| 45-49 \| 16 \| \| 35 \| 40-44 \| 20 \| \| 35 \| 35-39 \| 47 \| \| 12 \| 30-34 \| 20 \| \| 8 \| 25-29 \| 8 \| \| 12 \| 20-24 \| 0 \| \| 23 \| 15-20 \| 31 \| \| 23 \| 10-14 \| 27 \| \| 16 \| 5-9 \| 31 \| \| 8 \| 0-4 \| 12 \| |        |             |       |       |       |       |          |
| Статево-вікова піраміда |        |             |       |       |       |       |          |
| Чоловіки | Вік    | Жінки       |       |       |       |       |          |
| 0 | 85 +   | 0           |       |       |       |       |          |
| 4 | 80-84  | 8           |       |       |       |       |          |
| 8 | 75-79  | 8           |       |       |       |       |          |
| 0 | 70-74  | 8           |       |       |       |       |          |
| 12 | 65-69  | 0           |       |       |       |       |          |
| 8 | 60-64  | 16          |       |       |       |       |          |
| 27 | 55-59  | 23          |       |       |       |       |          |
| 31 | 50-54  | 35          |       |       |       |       |          |
| 27 | 45-49  | 16          |       |       |       |       |          |
| 35 | 40-44  | 20          |       |       |       |       |          |
| 35 | 35-39  | 47          |       |       |       |       |          |
| 12 | 30-34  | 20          |       |       |       |       |          |
| 8 | 25-29  | 8           |       |       |       |       |          |
| 12 | 20-24  | 0           |       |       |       |       |          |
| 23 | 15-20  | 31          |       |       |       |       |          |
| 23 | 10-14  | 27          |       |       |       |       |          |
| 16 | 5-9    | 31          |       |       |       |       |          |
| 8 | 0-4    | 12          |       |       |       |       |          |

## Економіка
2010 року серед 437 осіб працездатного віку (15—64 років) 319 були активними, 118 — неактивними (показник активності 73,0%, у 1999 році було 72,6%). З 319 активних мешканців працювало 305 осіб (168 чоловіків та 137 жінок), безробітними було 14 (3 чоловіки та 11 жінок). Серед 118 неактивних 42 особи були учнями чи студентами, 42 — пенсіонерами, 34 були неактивними з інших причин.

У 2010 році в муніципалітеті числилось 223 оподатковані домогосподарства, у яких проживали 647,0 особи, медіана доходів виносила 22 099 євро на одного особоспоживача